# Kim Da-hyun
Đây là một tên người Triều Tiên, họ là Kim.
Kim Da-hyun (Hangul: 김다현, Hanja: 金多賢, Hán-Việt: Kim Đa Hiền, sinh ngày 28 tháng 5 năm 1998) thường được biết đến với nghệ danh Dahyun (Hangul: 다현), là một nữ ca sĩ, rapper, vũ công và kiêm diễn viên người Hàn Quốc. Cô được biết đến là thành viên của nhóm nhạc nữ Twice thông qua chương trình truyền hình thực tế Sixteen do công ty JYP Entertainment thành lập và quản lý.
Theo một cuộc khảo sát thường niên do Gallup Hàn Quốc tổ chức vào năm 2017, Dahyun được bình chọn là thần tượng nổi tiếng thứ 17 tại đất nước này.

## Tiểu sử & giáo dục
Dahyun sinh tại thành phố Seongnam, tỉnh Gyeonggi, Hàn Quốc. Vào năm học lớp 6, Dahyun được chú ý nhờ điệu nhảy "Eagle Dance", video sau đó trở thành một hiện tượng được lan truyền trên YouTube năm 2011. Cô tốt nghiệp Trường Trung học Nghệ thuật Hanlim vào năm 2017.

## Sự nghiệp
Trước khi tham gia Sixteen, Dahyun đã nổi tiếng nhờ điệu nhảy Eagle dance được lan truyền rộng rãi trên mạng xã hội. Cư dân mạng khi đấy đã rất thích thú và trao cho cô biệt danh Noona nhà thờ.
Năm 2015, Dahyun tham gia vào Sixteen (một chương trình truyền hình thực tế sống còn nhằm chọn ra các thành viên cho nhóm nhạc nữ mới mang tên "Twice" của JYP Entertainment). Trong tập cuối, Dahyun đã là thí sinh được chọn. Ngày 20 tháng 10 năm 2015, Twice chính thức ra mắt với EP The Story Begins và bài hát chính Like Ooh-Ahh.
Vào ngày 4 tháng 5 năm 2024, có thông báo rằng Dahyun sẽ ra mắt diễn xuất trong bộ phim độc lập Run to You .  Cô cũng được chọn vào vai trong You Are the Apple of My Eye , một phiên bản làm lại của Hàn Quốc từ bộ phim Đài Loan cùng tên năm 2011.  Bộ phim được công chiếu lần đầu tại Liên hoan phim quốc tế Busan lần thứ 29 vào tháng 10 năm 2024.  Vào ngày 10 tháng 9, Dahyun đã ra mắt sàn diễn tại Tuần lễ thời trang New York , mặc bộ sưu tập Xuân/Hè 2025 của Michael Kors .  Năm 2025, Dahyun được chọn vào vai trong Love Me , một phiên bản làm lại của Hàn Quốc từ bộ phim truyền hình Thụy Điển Älska mig (2019–2020).

## Tranh cãi & chỉ trích
Tháng 11 năm 2018, Onodera Masaru - nhà lập pháp cánh hữu người Nhật Bản đã chỉ trích Dahyun trên mạng xã hội Twitter vì cô mặc chiếc áo phông do Marymond - một tổ chức từ thiện chuyên gây quỹ để giúp đỡ cho những người phụ nữ bị mua vui Hàn Quốc trong thời kỳ thuộc Nhật trong Thế chiến II sản xuất. Masaru cáo buộc Dahyun có "thái độ chống đối" Nhật Bản và kêu gọi loại bỏ Twice khỏi chương trình chào đón năm mới Kōhaku Uta Gassen của đài NHK. Sau đó, thời báo The Korea Times của Hàn Quốc đã chỉ trích J. Y. Park - chủ tịch JYP Entertainment vì đã không kịp thời lên tiếng bảo vệ Dahyun.
Tháng 9 năm 2022, cô lại gây tranh cãi trên mạng xã hội. Theo đó, Dahyun đã bật một video Youtube, trước khi video bắt đầu, bài hát solo Lalisa của thành viên Lisa nhóm nhạc BLACKPINK đã được phát. Tuy nhiên, thay vì chờ hết quảng cáo thì Dahyun đã bỏ qua sau 5 giây và cô nói rằng không có Youtube Premium nên không bỏ quảng cáo được. Sự việc trên đã khiến cho người hâm mộ BLACKPINK vô cùng tức giận, thậm chí còn lên trang Instagram cá nhân của Dahyun chửi bới và yêu cầu xin lỗi. Ngay sau đó các fan của Dahyun đã phản pháo, bảo vệ cô khi câu chuyện lại diễn ra vô cùng bất ngờ. Đến cuối cùng, khi có đủ các bằng chứng, người sai chính là Blink (người hâm mộ BLACKPINK).

## Danh sách đĩa nhạc
| Năm  | Bài hát               | Album                   | Với                  |
| ---- | --------------------- | ----------------------- | -------------------- |
| 2017 | Missing U             | Twicetagram             | Earattack, Chaeyoung |
| 2019 | Trick It              | Feel Special            | JQ                   |
| 2019 | 21:29                 | Feel Special            | Twice                |
| 2020 | Bring It Back         | Eyes Wide Open          | N/A                  |
| 2020 | Queen                 | Eyes Wide Open          | N/A                  |
| 2021 | Scandal               | Taste Of Love           | N/A                  |
| 2021 | SOS                   | Taste Of Love           | N/A                  |
| 2021 | Cruel                 | Formula of Love: O+T=<3 | N/A                  |
| 2022 | Celebrate             | Celebrate               | Twice                |
| 2022 | Tick Tock             | Celebrate               | Mayu Wakisaka        |
| 2022 | That's all I'm saying | Celebrate               | Risa Horie           |
| 2022 | When we were kids     | BETWEEN 1&2             | N/A                  |
| 2023 | Blame it on me        | Ready To Be             | N/A                  |
| 2023 | Crazy stupid love     | Ready To Be             | N/A                  |
| 2024 | You Get Me            | With You-th             | N/A                  |

## Danh sách chương trình truyền hình

### Chương trình truyền hình
| Năm  | Tiêu đề                           | Vai trò                | Mạng lưới   | Ghi chú                                     |
| ---- | --------------------------------- | ---------------------- | ----------- | ------------------------------------------- |
| 2015 | Sixteen                           | Thí sinh               | Mnet        | Survival show that determined Twice members |
| 2016 | Weekly Idol                       | Tham luận viên cố định | MBC Every 1 | "Idols are the Best" corner (Tập 249–283)   |
| 2016 | Real Man                          | Cast                   | MBC         | Female edition 4 (7 tập)                    |
| 2019 | Idol Star Athletics Championships | Người thông báo        | MBC         | [ 15 ]                                      |